# Avril-sur-Loire
Avril-sur-Loire este o comună în departamentul Nièvre din centrul Franței. În 2009 avea o populație de 245 de locuitori.

## Evoluția populației
| An        | 1975 | 1982 | 1990 | 1999 | 2006 | 2009 |
| --------- | ---- | ---- | ---- | ---- | ---- | ---- |
| Populație | 193  | 168  | 235  | 234  | 236  | 245  |